# Andrzej Kuśniewicz
Andrzej Kuśniewicz (1904-1993) fue un escritor, ensayista y poeta polaco.
Nacido en Galizia, Imperio austrohúngaro (actual Ucrania), en el seno de una familia aristocrática, cursó estudios de derecho, arte y ciencias políticas, ocupando diversos puestos como diplomático. En 1939, al estallar la II Guerra Mundial se encontraba destinado en el consulado polaco de Toulouse. Tras la victoria alemana sobre Francia se unió a la resistencia hasta que fue detenido en 1943. Sobrevivió al campo de concentración de Mauthausen, donde simpatizó con el Partido Comunista al que posteriormente se afiliaría. Condecorado con la medalla de la Resistencia por el gobierno francés, permaneció en dicho país hasta 1950, como cónsul general de Polonia en diversas ciudades. 
Fuentes no confirmadas lo califican de colaborador con el Servicio Secreto Służba Bezpieczeństwa hacia el año 1960.
Escritor tardío (publicó sus primeros poemas en 1956), Kusniewicz saltó a la fama gracias a dos de sus novelas: El Rey de las Dos Sicilias (1970) y La lección de lengua muerta (1977, con una adaptación cinematográfica en Polonia) que le convirtieron en un autor de culto.
Su obra, de temática similar a la de Musil, Roth o Broch, se centra en la reconstrucción de una civilización agonizante: la caída del imperio Austro-Húngaro. Usando elementos autobiográficos y una técnica narrativa depurada y compleja, Kusniewicz retrata, entre la nostalgia y la crudeza, un momento clave de la historia de Europa.

## Galería

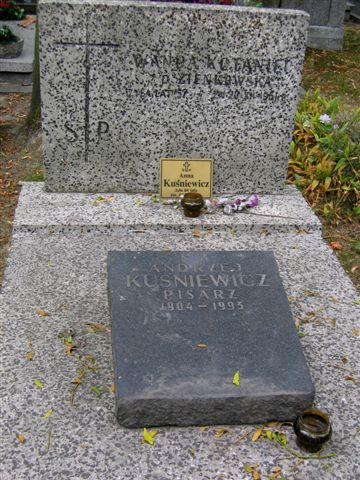
Tumba de Andrzej Kuśniewicz en Varsovia (Polonia)